# Colburn (Royaume-Uni)
Pour les articles homonymes, voir Colburn.
Colburn est une ville, une paroisse civile et une circonscription électorale du district de Richmondshire, dans le North Yorkshire, en Angleterre. C'est environ 2 milles (3,2 kilomètres)  à l'ouest du village de Catterick et elle compte 4 860 habitants au recensement de 2011.

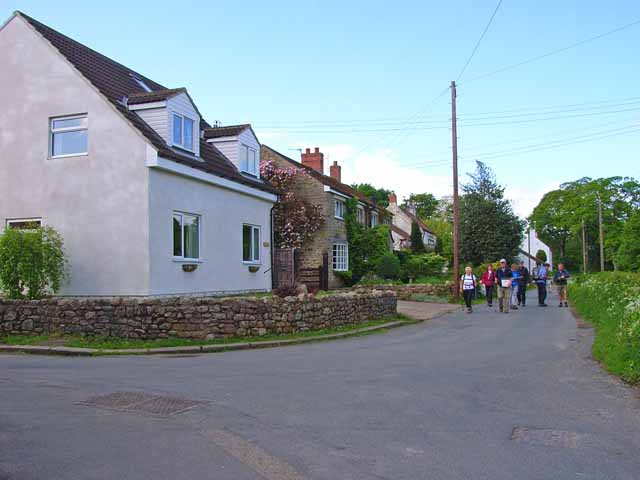
La promenade côte à côte passe par le vieux Colburn

Le village tire son nom des premiers colons installés le long du ruisseau Colburn Beck. Cela signifie "flux froid", "flux de charbon" ou "flux froid et noir" et est un mélange de vieil anglais et de vieux norrois (Col, Kol et Burna). Une "brûlure" fait référence à une vallée érodée par les écoulements d'eau. La famille Colburn (Coburn) est répandue dans le monde entier, y compris Edward Colburn, arrière-grand-père de Reuben Colburn, arrivé en Amérique en 1635 sur le navire "Defence" de la Grande Migration puritaine des années 1630 dirigée par John Winthrop. Le nom Colburn est utilisé pour décrire à la fois le petit village ancien situé au nord et (plus fréquemment) le grand lotissement suburbain situé au sud, également connu sous le nom de Colburn Lane Estate.
Colburn Hall, un ancien manoir, ainsi qu'un ancien bâtiment de tribunal adjacent sont des monuments historiques.
Les quartiers environnants de Colburn incluent Walkerville, les boutiques de Broadway et Richmondshire Walk.
Un centre de sports et de loisirs ouvert en 2004 offre aux habitants de Colburn un lieu de détente, d’exercice physique et de sports divers, dont le football.
En 2005, Colburn fut au centre d'une vive controverse locale concernant les projets du conseil du district de Richmondshire. Le conseil voulait se doter de nouveaux bureaux situés dans une zone commerciale développée par le conseil, mais vide depuis plusieurs années. Les nouveaux bureaux devaient coûter quatre fois plus que les bureaux actuels du conseil. Le conseil devait alors construire dans le même projet des appartements sur les parkings du centre-ville, dans le quartier historique de Richmond, à proximité, pour financer le déménagement. Le projet a fini par avorter.
En 2007, Colburn a célébré les 50 ans du nouveau lotissement en organisant de nombreux événements, de la pantomime aux soirées quiz.

## Lieux de culte
Colburn se situe dans la paroisse de Hipswell et est desservie par l'église St Cuthbert, Colburn Lane, Colburn.

## Transports
Le village est traversé par la Route A6136